# Mignonette-Luap

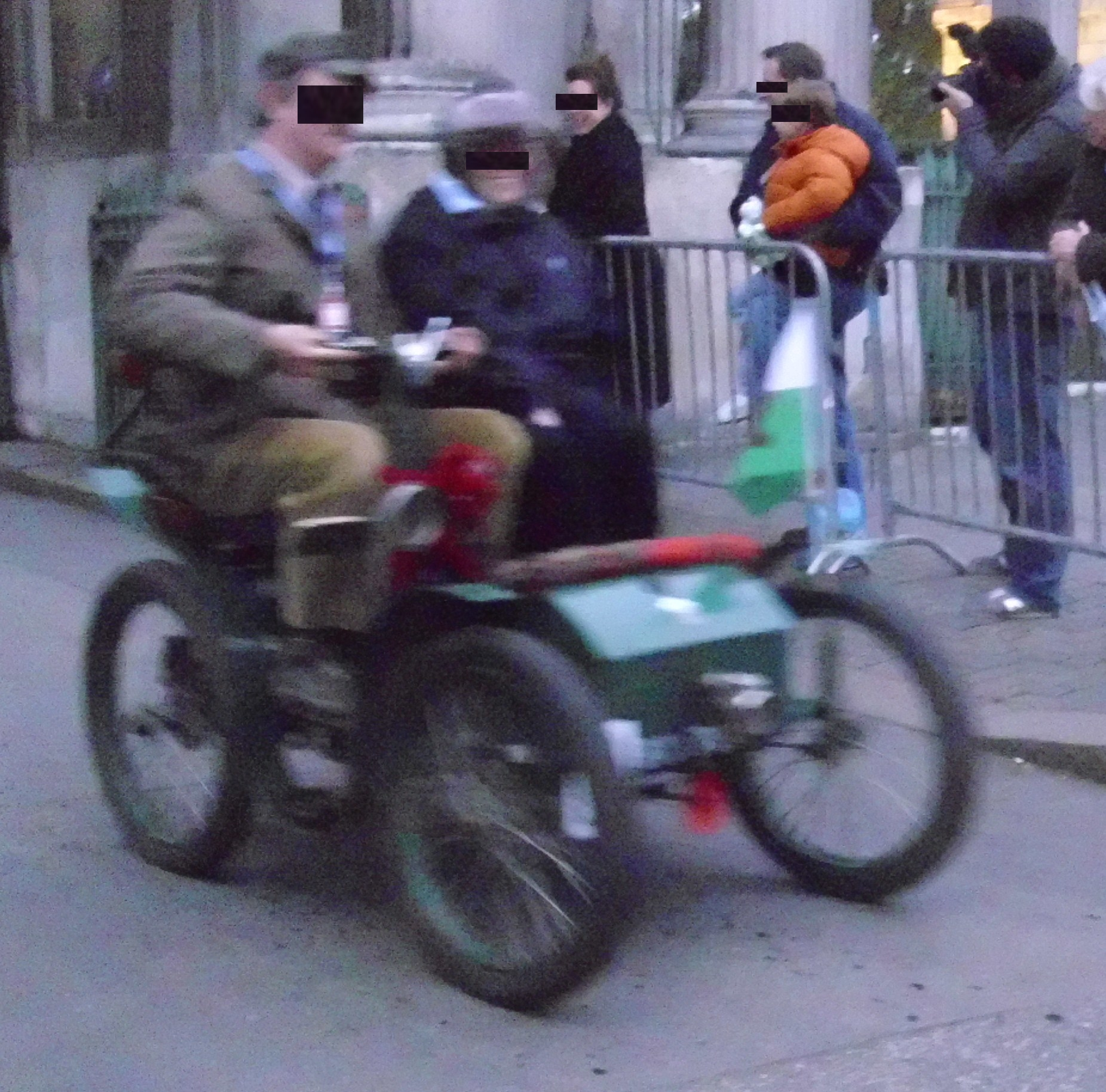
Mignonette-Luap von 1900

Mignonette-Luap war eine französische Automarke.

## Unternehmensgeschichte
Das Unternehmen Jiel-Laval et Cie aus Bordeaux begann 1899 unter Leitung von Joseph Jiel-Laval mit der Produktion von Automobilen, die als Mignonette-Luap vermarktet wurden. 1900 endete die Produktion. Es bestand keine Verbindung zu Mignonette aus Neuilly-sur-Seine.

## Fahrzeuge
Das einzige Modell war ein Kleinwagen. Für den Antrieb sorgte ein Einbaumotor von De Dion-Bouton im Heck. Die Motorleistung war mit 2,25 PS bzw. 2,5 PS angegeben. Das Fahrzeuggewicht lag bei 140 kg. Die Geschwindigkeit konnte zwischen 5 km/h und 30 km/h reguliert werden. Im Pannenfall konnte das Fahrzeug mit Tretkurbeln und Muskelkraft bewegt werden.
Ein Fahrzeug dieser Marke existiert noch und wurde 2011 beim London to Brighton Veteran Car Run eingesetzt.